# Ascan Woermann

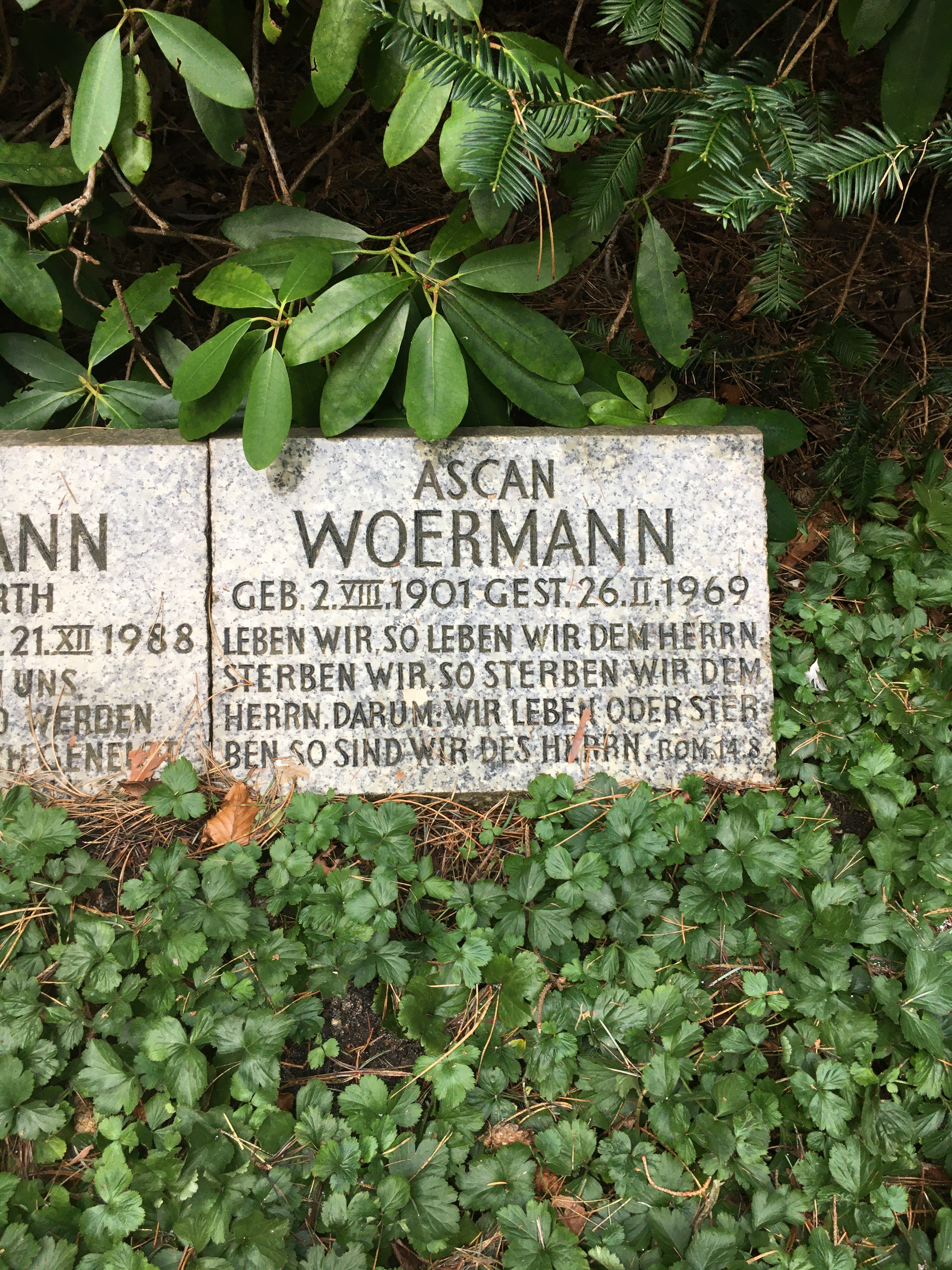
Grabstätte auf dem Friedhof Ohlsdorf

Ascan Woermann (* 2. Dezember 1901 in Hamburg; † 26. Februar 1969 ebenda) war ein deutsch-südwestafrikanischer Kaufmann. Er entstammt der Hamburger Handels- und Reederei-Familie Woermann und ist historisch mit den Unternehmen C. Woermann und der Woermann-Linie verbunden.
Woermann wanderte mit seiner Ehefrau sowie den vier Kindern Eduard, Jens, Joachim und Martha 1938 von Hamburg nach Walvis Bay in Südwestafrika aus. Er gelangte dorthin mit der Pretoria, der familieneigenen Deutschen Ost-Afrika Linie. Er arbeitete im heutigen Namibia in leitender Position für das Familienunternehmen Woermann & Brock.
Nach ihm wurde das Handelsschiff Ascan Woermann benannt.
Ascan Woermann starb 67-jährig und wurde in der Familiengrabstätte auf dem Hamburger Friedhof Ohlsdorf im Planquadrat Q 24 beigesetzt.